# 吉村茂樹
吉村 茂樹（よしむら しげき、1897年（明治30年）11月14日 - 1985年（昭和60年）4月16日）は、日本史学者。
広島県出身。東京帝国大学卒。1936年（昭和11年）に東京帝大史料編纂所編纂官。
1952年（昭和27年）、東京大学史料編纂所第一研究部長として、朱雀天皇千年式年祭に先立ち御事績を昭和天皇に進講した。
1954年（昭和29年）に東京大学史料編纂所教授。1958年（昭和33年）に定年退官、上智大学教授。1967年（昭和42年）に退職。専門は平安・鎌倉時代の政治・法制、古文書学。

## 著書
- 『古文書の話』秋津書房 1943
- 『国司制度崩壊に関する研究』東京大学出版会 1957
- 『古文書学』東京大学出版会 1957
- 『院政』至文堂 日本歴史新書 1958
- 『国司制度』塙選書 1962

## 参考
- デジタル版日本人名大事典
- 「吉村茂樹教授研究業績抜粋」『上智史学』 1967-01